# دوري الدرجة الثانية القطري
دوري الدرجة الثانية القطري هو المستوى الثاني لمسابقة دوري كرة القدم في قطر. البطولة برعاية قطر غاز.
يضم الدوري حالياً ثمانية فِرق. تم الإعلان في يوم 15 أبريل 2009 أنه لن يتم هبوط أي نادٍ من دوري الدرجة الأولى في موسم 2008–09 وذلك بسبب أسباب التوسع ولكن تم الإعلان قبل نهاية البطولة بجولة واحدة. هذا يعني أن الدرجة الثانية ستظل مع نفس العدد من الفرق على الرغم من تشكيل ناديي لخويا والجيش في الفترة الأخيرة في حين ستتوسع الدرجة الأولى إلى 8 فريق. تتم ترقية الفريق صاحب المركز الأول إلى دوري نجوم قطر. لا يوجد هبوط من الدرجة الثانية.
في 6 أكتوبر 2013 تم الإعلان عن أن الدوري سيعرف باسم رابطة قطر للغاز لأسباب الرعاية.

## الأندية المشاركة
الأندية المشاركة:
| دوري الدرجة الثانية القطري | دوري الدرجة الثانية القطري | دوري الدرجة الثانية القطري | دوري الدرجة الثانية القطري |
| النادي                     | الموقع                     | الملعب                     | التأسيس                    |
| -------------------------- | -------------------------- | -------------------------- | -------------------------- |
| لوسيل                      | لوسيل                      | ملعب ثاني بن جاسم          | 2014                       |
| الشمال                     | الشمال                     | ملعب نادي الشمال           | 1980                       |
| الخريطيات                  | الخريطيات                  | ملعب سعود بن عبد الرحمن    | 1959                       |
| مسيمير                     | مسيمير                     | ملعب السيلية               | 1998                       |
| معيذر                      | معيذر                      | ملعب خليفة الدولي          | 1996                       |
| البدع                      | الدوحة                     |                            | 2015                       |
| المرخية                    | الدوحة                     |                            | 1996                       |
| الوعب                      | الوعب                      |                            | 2014                       |

## سجل الأبطال
| - 1979-80 : الاتحاد - 1980-81 : النهضة (لم يعد موجودا) - 1981-82 : الاتحاد - 1982-83 : الخور - 1983-84 : الاتحاد - 1984-85 : الوكرة - 1986-87 : الاتحاد - 1988-89 : الريان - 1994-95 : المرخية - 1995-96 : المرخية - 1996-97 : المرخية - 1997-98 : أم صلال - 1998-99 : المرخية - 1999-2000 : أم صلال - 2000-01 : مسيمير - 2001-02 : الشمال - 2002-03 : السيلية - 2003-04 : الخريطيات | - 2004-05 : السيلية - 2005-06 : أم صلال - 2006-07 : السيلية - 2007-08 : الجيش - 2008-09 : الجيش - 2009-10 : لخويا - 2010-11 : الجيش - 2011-12 : السيلية - 2012-13 : الأهلي - 2013-14 : الشمال - 2014-15 : الريان - 2015-16 : معيذر |

### الأفضل أداء
| # | النادي                 | عدد البطولات |
| - | ---------------------- | ------------ |
| 1 | السيلية                | 4            |
| 1 | المرخية                | 4            |
| 1 | الغرافة (الاتحاد)      | 4            |
| 4 | الجيش                  | 3            |
| 4 | أم صلال                | 3            |
| 6 | الريان                 | 2            |
| 6 | الشمال                 | 2            |
| 8 | مسيمير                 | 1            |
| 8 | الوكرة                 | 1            |
| 8 | الخور                  | 1            |
| 8 | الأهلي                 | 1            |
| 8 | الخريطيات              | 1            |
| 8 | لخويا                  | 1            |
| 8 | معيذر)                 | 1            |
| 8 | النهضة (لم يعد موجودًا) | 1            |

### مجموع الألقاب حسب المدينة
| المدينة | عدد البطولات | الأندية                                                                   |
| ------- | ------------ | ------------------------------------------------------------------------- |
| الريان  | 12           | السيلية (4), الغرافة (4), الريان (2), مسيمير (1), معيذر (1)               |
| الدوحة  | 10           | المرخية (4), الجيش (3), لخويا (1), الأهلي (1), النهضة (لم يعد موجودًا) (1) |
| أم صلال | 4            | أم صلال (3), الخريطيات (1)                                                |
| الشمال  | 2            | الشمال (2)                                                                |
| الوكرة  | 1            | الوكرة (1)                                                                |
| الخور   | 1            | الخور (1)                                                                 |

## قائمة الهدافين
- 1998/99:  أسامة آدم (13 هدف)  نسخة محفوظة 4 مارس 2016 على موقع واي باك مشين.
- 2007/08:  غونزالو غوتيريز (15 هدف)
- 2008/09:  غونزالو غوتيريز (14 هدف)
- 2010/11:  عبد القادر إلياس (12 هدف)
- 2011/12:  ميشال ندري (16 هدف)
- 2012/13:  جان بول إيلي لوتولا (13 هدف)
- 2013/14:  علي فريدون (19 هدف)